# Cristián Rodríguez Martín
Cristián Rodríguez Martín   (El Ejido, 3 de març de 1995) és un ciclista espanyol, professional des del 2016 i actualment a l'equip Arkéa-B&B Hotels.
En el seu primer any com a professional, va ser seleccionat per participar en el Giro d'Itàlia. El seu èxit més important es el Tour de Ruanda del 2021.

## Palmarès
- 2012
  - 1r a la Volta al Besaya
- 2013
  - 1r a la Volta al Besaya
- 2015
  - 1r a la Volta a Lleó i vencedor d'una etapa
- 2021
  - 1r al Tour de Ruanda i vencedor d'una etapa
- 2025
  - 1r a la Mercan'Tour Classic Alpes-Maritimes

### Resultats al Giro d'Itàlia
- 2016. 103è de la classificació general
- 2017. 52è de la classificació general

### Resultats a la Volta a Espanya
- 2018. 25è de la classificació general
- 2019. 50è de la classificació general
- 2023. 13è de la classificació general
- 2024. 13è de la classificació general

### Resultats al Tour de França
- 2021. 46è de la classificació general
- 2024. 36è de la classificació general
- 2025. 20è de la classificació general